# تاها
 تاها  هي جزيرة تقع بين جزر المجتمع في بولينيزيا الفرنسية والتي هي مقاطعة من وراء البحار تابعة لفرنسا وواقعة في المحيط الهادي.

## الإدارة
إداريا جزيرة تاها تابعة لبولينيزيا الفرنسية. وتعتبر جزء من جزر المجتمع.

## إنتاج الفانيليا
جزيرة تاها تنتج 70-80 ٪ من جميع محصول بولينيزيا الفرنسية في الفانيليا. بسبب رائحة الفانيليا المتفشية، تعرف جزيرة تاها باسم «جزيرة الفانيليا».

## سهولة الوصول
يتم الوصول إليها عن طريق القوارب قصيرة الشراع الممتدة من رايتيا ولتي تقطر الزوار على شاطئ الجزيرة في بحيرة صغيرة، وعلى مسافة قريبة.